# Cover Your Tracks
Cover Your Tracks é o segundo álbum de estúdio da banda de hardcore Bury Your Dead, lançado em 2004 pela Victory Records. Cover Your Tracks apresenta regravações de canções da banda do primeiro álbum You Had Me at Hello. Todas as músicas foram nomeadas com os títulos dos filmes de Tom Cruise.

## Faixas
1. "Top Gun" – 2:19
2. "Vanilla Sky" – 2:23
3. "Mission: Impossible" – 2:42
4. "Eyes Wide Shut" – 2:33
5. "Magnolia" – 2:47
6. "The Outsiders" – 2:15
7. "Mission: Impossible 2" – 2:32
8. "The Color of Money" – 2:35
9. "Risky Business" – 4:25
10. "Legend" – 2:22
11. "All the Right Moves" – 3:00
12. "Losin' It" – 1:14